# Sara Martín
Sara Martín Martín (* 22. März 1999 in Aranda de Duero) ist eine spanische Radrennfahrerin, die auf der Straße aktiv ist.

## Sportlicher Werdegang
Als Juniorin vertrat Martín 2016 und 2017 ihr Land bei den Welt- und Europameisterschaften, wo sie regelmäßig im Einzelzeitfahren bessere Platzierungen einfuhr. Auf nationaler Ebene gewann sie 2017 den Titel sowohl im Straßenrennen als auch im Einzelzeitfahren. Mit dem Wechsel in die U23 wurde sie 2018 zunächst Mitglied im spanischen Sopela Women's Team, für das sie drei Jahre an den Start ging. Parallel trieb sie ihr Studium in Chemie an der Universität Valladolid voran, so dass ihr Schwerpunkt noch nicht beim Radsport lag und sie international ohne nennenswerte Ergebnisse blieb. National gewann sie 2020 beide Titel in der U23.
Zur Saison 2021 erhielt Martín einen Vertrag beim Movistar Team Women. Auf nationaler Ebene stand sie danach mehrfach auf dem Podium der Meisterschaften in der Elite, ein Titel blieb ihr bisher verwehrt. Bei der Vuelta Ciclista Andalucía Elite Women 2023 erzielte sie mit dem Gewinn der vierten Etappe den ersten Sieg ihrer Karriere bei einem internationalen Rennen sowie ihre bisher beste Platzierung bei einer Rundfahrt.

## Erfolge
2017
- Spanische Junioren-Meisterin – Straßenrennen und Einzelzeitfahren

2020
- Spanische U23-Meisterin – Straßenrennen und Einzelzeitfahren

2023
- eine Etappe Vuelta Ciclista Andalucía Elite Women

2025
- Spanische Meisterin – Straßenrennen